# Venas hepáticas
En anatomía humana, las venas hepáticas, también llamadas venas suprahepáticas para distinguirlas de la vena porta hepática, son aquellas que transportan la sangre desoxigenada desde los lóbulos derecho e izquierdo del hígado hasta la vena cava inferior. Existen 3 venas hepáticas que proceden de la porción izquierda, central y derecha del hígado, todas ellas desembocan en la vena cava inferior. Las venas hepáticas se forman por la unión de las venas sublobulillares. Estas a su vez recolectan la sangre de las pequeñas venas centrolobulillares que se encuentran en el centro de cada lobulillo hepático.

## Patología
La oclusión de las venas hepáticas causa la enfermedad conocida como síndrome de Budd-Chiari.